# Linda van de Berg
Linda Van de Berg, née en 1966, est une coureuse cycliste néerlandaise, spécialiste de la piste.

## Palmarès sur piste

### Championnat du monde
- Colorado Springs 1986
  - 4e de la poursuite

### Championnats nationaux
- 1983
  -  Championne des Pays-Bas de la poursuite juniors
  - 2e de la vitesse juniors
- 1985
  - 3e de la poursuite
- 1986
  -  Championne des Pays-Bas de la poursuite
- 1987
  - 2e de la poursuite
- 1988
  - 3e de l'omnium
- 1989
  - 3e de l'omnium
  - 3e de la poursuite

## Palmarès sur route
- 1984
  -  Championne sur route juniors
  - Poortvliet
  - Assendelft
- 1985
  - Heerle
  - Sint-Oedenrode
- 1989
  - Flevotour